# Camille Lévi
Pour les articles homonymes, voir Levi.
Camille Lévi, né le 9 décembre 1860 à Ingwiller et mort le 25 août 1933 à Bayonne, est un général de division et écrivain français. 

## Biographie

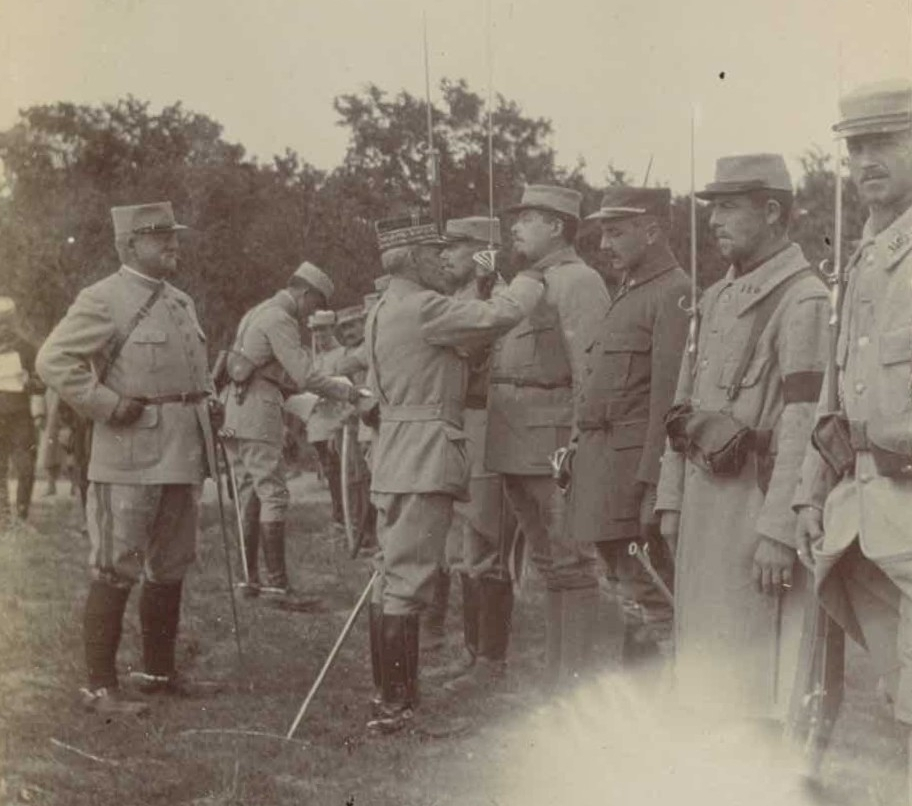
Le colonel Lévi, commandant la 4e brigade d'infanterie, et le général Brulard, commandant la 2e division d'infanterie, lors d'une remise de décorations au d'infanterie, juin 1915.

Après avoir suivi sa scolarité au lycée de Nancy, où il est condisciple de Raymond Poincaré, il entre à l'École spéciale militaire de Saint-Cyr en 1879 puis étudie à l'École supérieure de guerre de 1886 à 1888, avant d'être affecté à l'état-major du 1er corps d'armée à Lille. Commandant le 110e régiment d'infanterie à partir de 1912, il doit remplacer le général Pétain à la tête de la 4e brigade d'infanterie lors de la déclaration de guerre en 1914. Il commande ensuite successivement la 25e division d'infanterie, la 46e division de chasseurs puis devient gouverneur de la place militaire de Dunkerque. Il est blessé au bras pendant la Première Guerre mondiale, mais reste à son poste. Il obtient les titres de commandeur de la Légion d'honneur et de la Couronne d'Italie, ainsi que les croix de guerre française, belge et italienne.
Camille Lévi est l'auteur et l'éditeur scientifique de nombreux ouvrages d'histoire et de stratégie militaires. Son fils Albert Lévi est membre du consistoire israélite de Bayonne et publie en 1931 Les Vestiges de l'Espagnol et du Portugais chez les Israélites de Bayonne, dédié à son grand-père et à son père.

## Publications
- Dunkerque avant le siège (août 1790 - août 1793) : [suivi de] Procès-verbaux du conseil général du district de Bergues en 1793, Dunkerque : P. Michel, [ca 1907]. Texte en ligne disponible sur LillOnum
- Mémoires du Capitaine Duthilt, Lille : J. Tallandier, 1909. Texte en ligne disponible sur LillOnum
- Hondschoote et le siège de Dunkerque. Complété d'après les Annales de Breynaert et d'autres documents nouveaux, Dunkerque : Imprimerie du "Nord Maritime", 1932. Texte en ligne disponible sur LillOnum